# Władimir Tatlin
Władimir Jewgrafowicz Tatlin (ros. Владимир Евграфович Татлин, ur. 16 grudnia 1885 w Charkowie, zm. 31 maja 1953 w Moskwie) – rosyjski i radziecki malarz i architekt.
Zaczął swoją karierę w Moskwie jako ikonopis. W roku 1920 zdobył sławę projektem Pomnika III Międzynarodówki (Wieży Tatlina, wys. około 400 metrów); wysokie koszty uniemożliwiły rozpoczęcie budowy.
Tatlin był również założycielem rosyjskiego (radzieckiego) konstruktywizmu.
Stwarzał kompozycje o formach geometrycznych, demonstrując dyscyplinę ładu i porządku. Rozwijał te zagadnienia w abstrakcyjnych kompozycjach powstałych w 1911 roku, a zatytułowanych Reliefy. Uległ kubizmowi po podróży do Paryża. W latach 1914–1915 rozwijał ideę "kultury materiałów" w Reliefach narożnych, które zostały tak nazwane ze względu na sposób zawieszenia ich w rogach sal wystawowych. Poprzez swoje Reliefy zapoczątkował łączenie cech malarstwa, rzeźby i architektury. Podczas pobytu w Leningradzie zaprojektował „Letatlin” – latającą maszynę poruszaną siłą mięśni. Po roku 1935 poświęcił się scenografii.

## Życiorys
Matki nie pamiętał, gdyż miał zaledwie dwa lata, gdy umarła. Ojciec powierzył wychowanie syna drugiej żonie. Władimir nie cierpiał macochy, zresztą ojca także, był nieszczęśliwym i trudnym chłopcem. Mając 15 lat porzucił naukę i zaciągnął się na statek w charakterze majtka. Po śmierci ojca w 1904 r. wstąpił do Instytutu sztuki w Penzie – obwodowym mieście w południowo-wschodniej Rosji. W roku 1909 przeniósł się do Moskwy i zapisał do tamtejszej szkoły malarstwa, rzeźby i architektury. Tam poznał architekta Aleksandra Wiesnina, a następnie twórców związanych z awangardą - Michaiła Łarionowa i Natalię Gonczarową, z którymi blisko współpracował do 1913 r. W marcu 1914 r. Tatlin wyjechał do Paryża, gdzie odwiedził Pabla Picassa w jego pracowni. Kontakt z hiszpańskim artystą zaowocował pomysłami komponowania z rozmaitych materiałów „reliefów malarskich”, które wystawił po powrocie, zimą 1914 roku w Moskwie. W marcu 1916 r. Tatlin zorganizował w Moskwie wystawę o nazwie „Magazin”. Jej tytuł miał być odpowiedzią na atak Łarionowa, który powiedział o nim że robi sztukę „dla sklepikarzy”. Na wystawie tej zaprezentowali swoje prace liczni przedstawiciele rosyjskiej awangardy: Tatlin „reliefy malarskie” i „kontr reliefy”, Lubow Popowa obrazy plastyczne oraz Aleksander Rodczenko abstrakcje graficzne. Z tymi też artystami Tatlin znajdował się w 1918 roku w gronie wykładowców moskiewskiego Wchutiemasu. W następnym roku pracował nad projektem pomnika III Międzynarodówki. W tym również okresie, manifestując pragnienie oddania swej sztuki w służbę społeczeństwu, skierował swoje poszukiwania artystyczne na funkcjonalizm. Od 1927 do 1930 roku kontynuował pracę pedagogiczną w powołanym w miejsce Wchutiemasu pracowniach Wchutein. Jako jeden z nielicznych artystów awangardy pozostał w kraju, kiedy większość jej przedstawicieli w latach czystek stalinowskich wyjechała za granicę. Od roku 1940 został pozbawiony prawa wystawiania, Tatlin powraca do malarstwa realistycznego.

## Twórczość
Do roku 1912 prace Tatlina sytuują się w nurcie reprezentowanym przez Paula Cezanne’a i fowistów. Wzorem francuskiego mistrza, artysta stara się „ujmować naturę poprzez walec, kulę i stożek”. Porządkuje rytmiczne plany i siatką linii ożywia przestrzeń swoich obrazów. Tatlin zniekształca obraz rzeczywistości, przedstawia jej przetworzoną plastycznie wizję. Postacie poddaje geometrycznym transformacjom i wpisuje je w wirującą formę o kształcie elipsy. Rozmaite koliste formy korespondują ze sobą w wielu jego dziełach. Zastosowane wygięte i napięte linie są jedną z charakterystycznych cech malarstwa Tatlina.

## Galeria

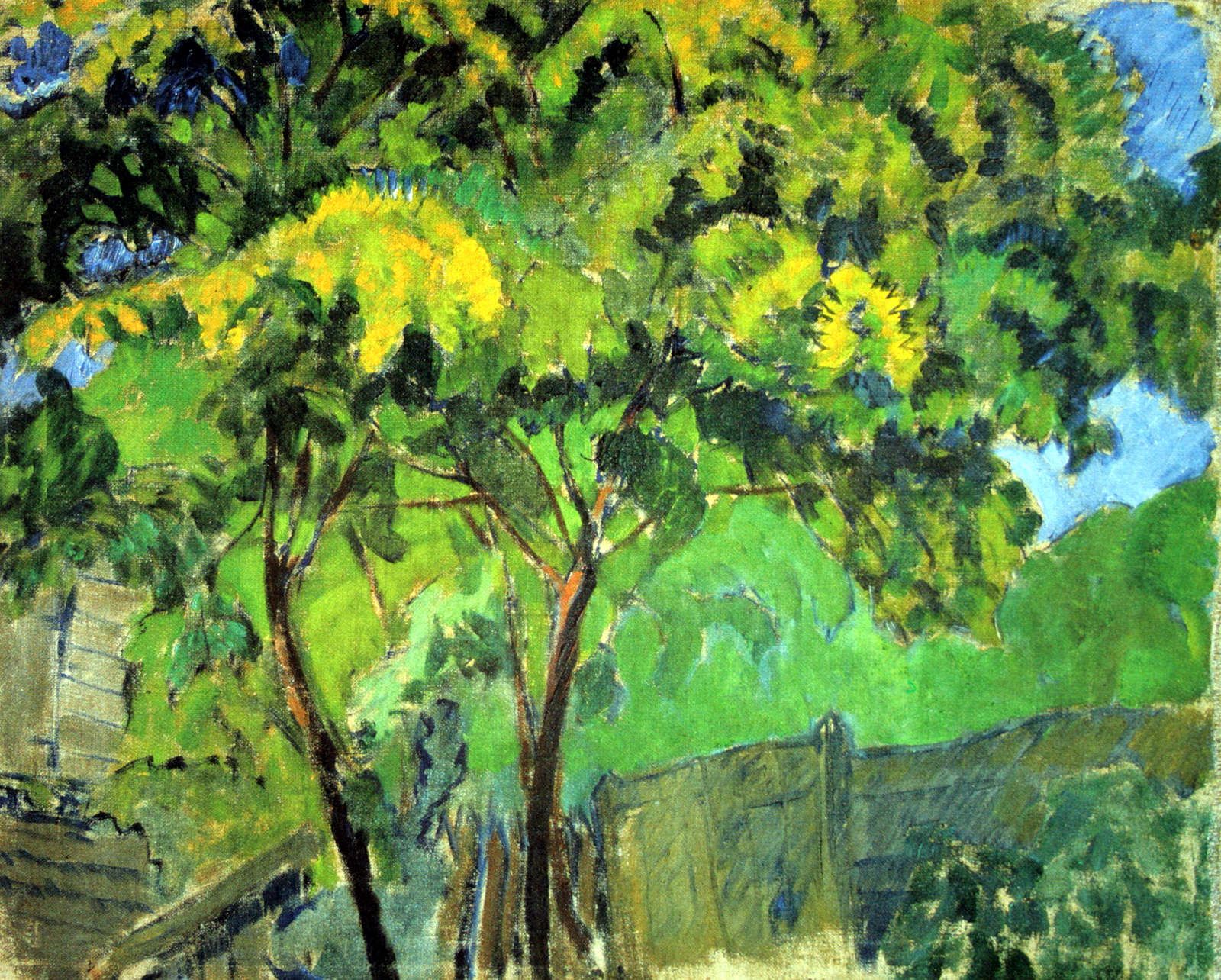
Pejzaż, 1909
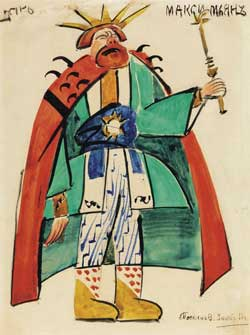
Projekt kostiumu, 1911
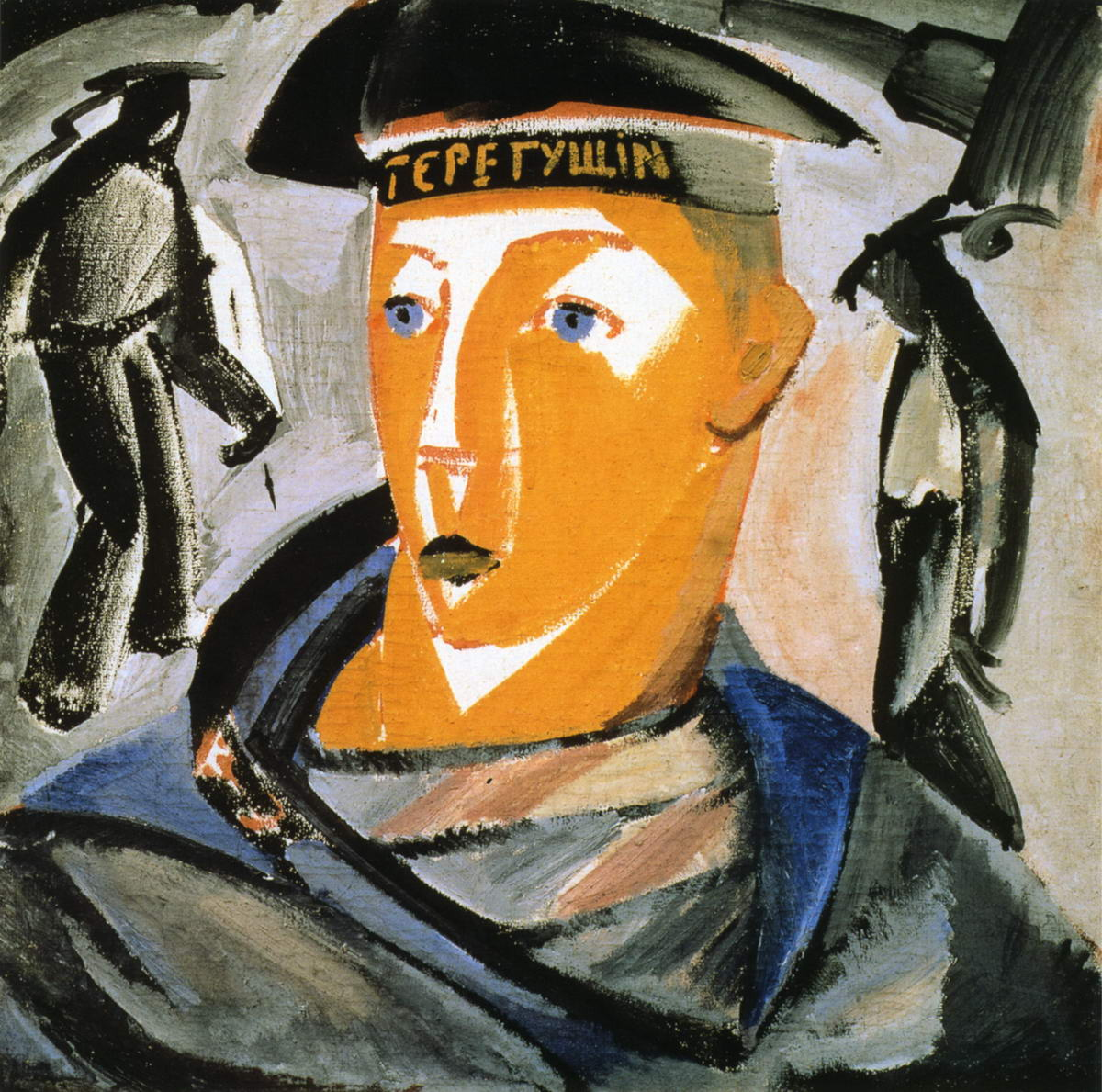
Żeglarz (autoportret), 1911
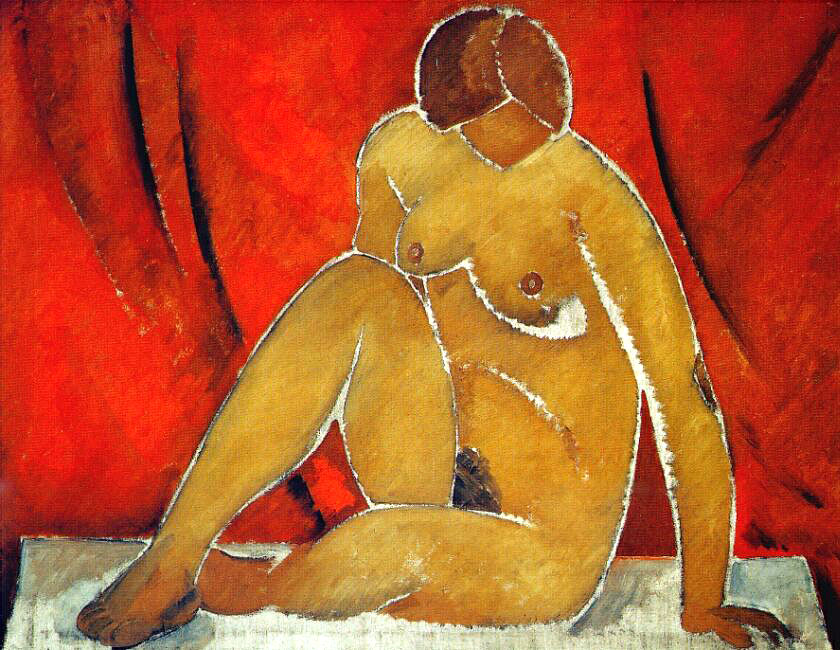
Naturszczica, 1913
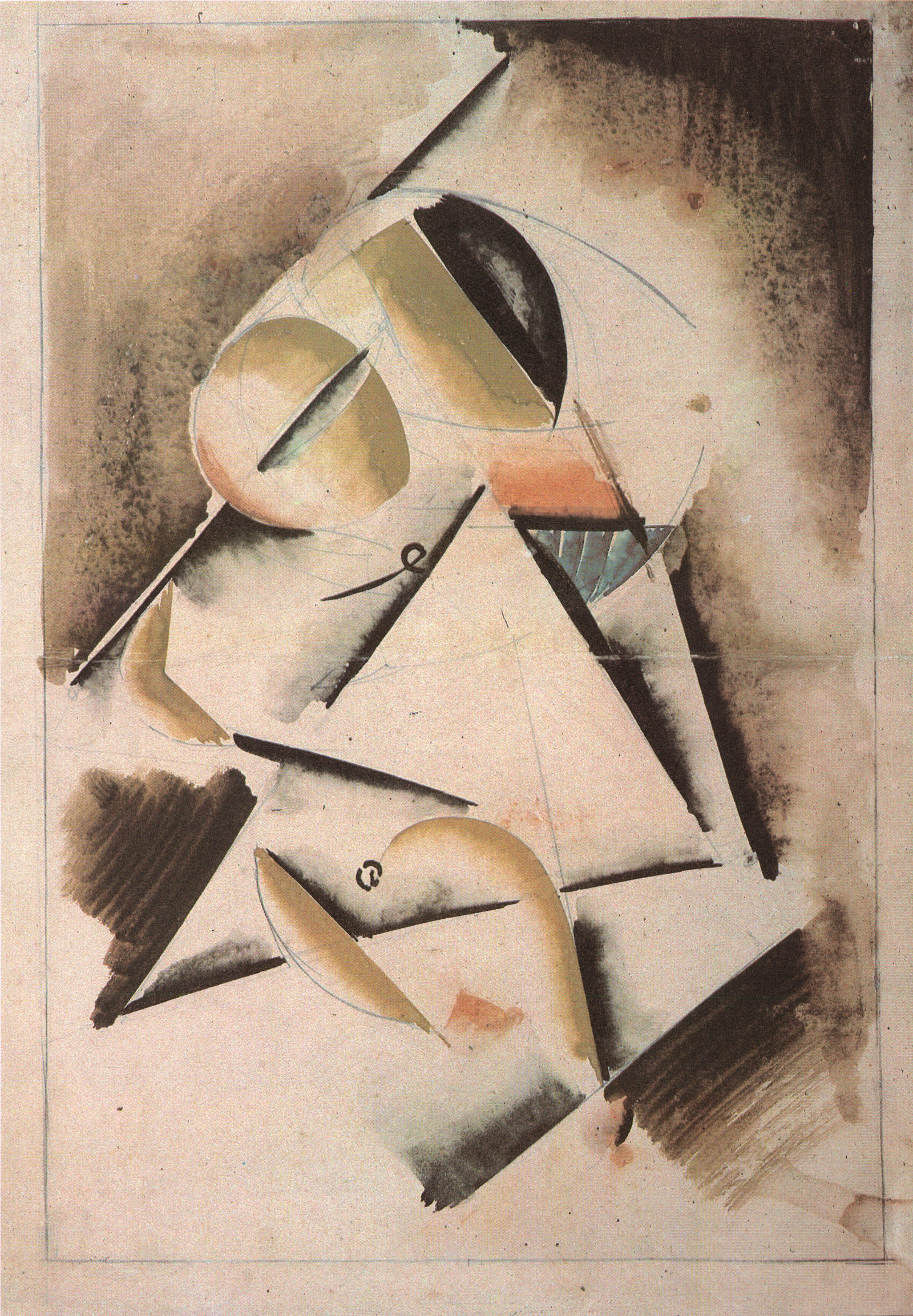
Rysunek, 1913
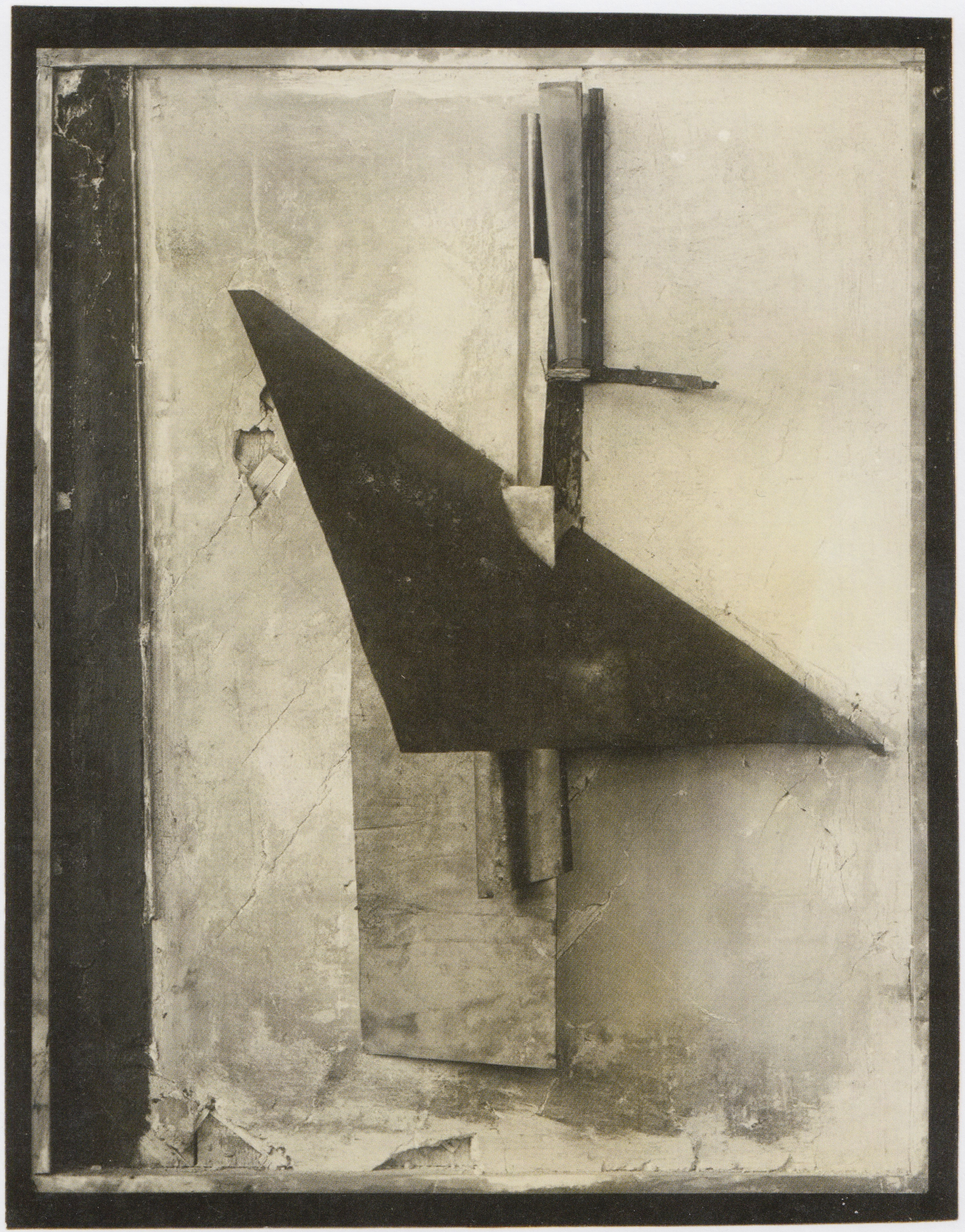
Płaskorzeźba, 1914
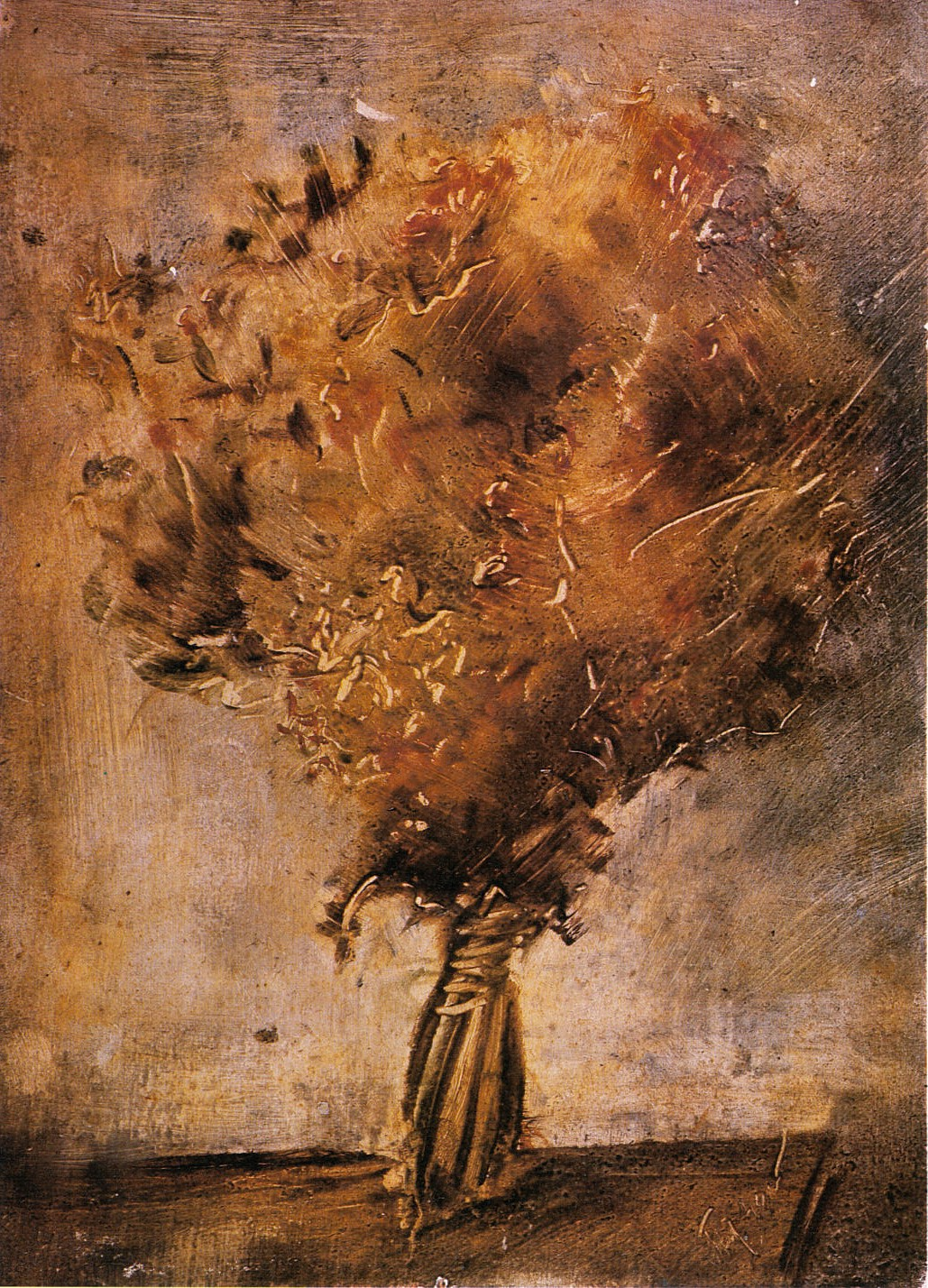
Martwa natura, 1940
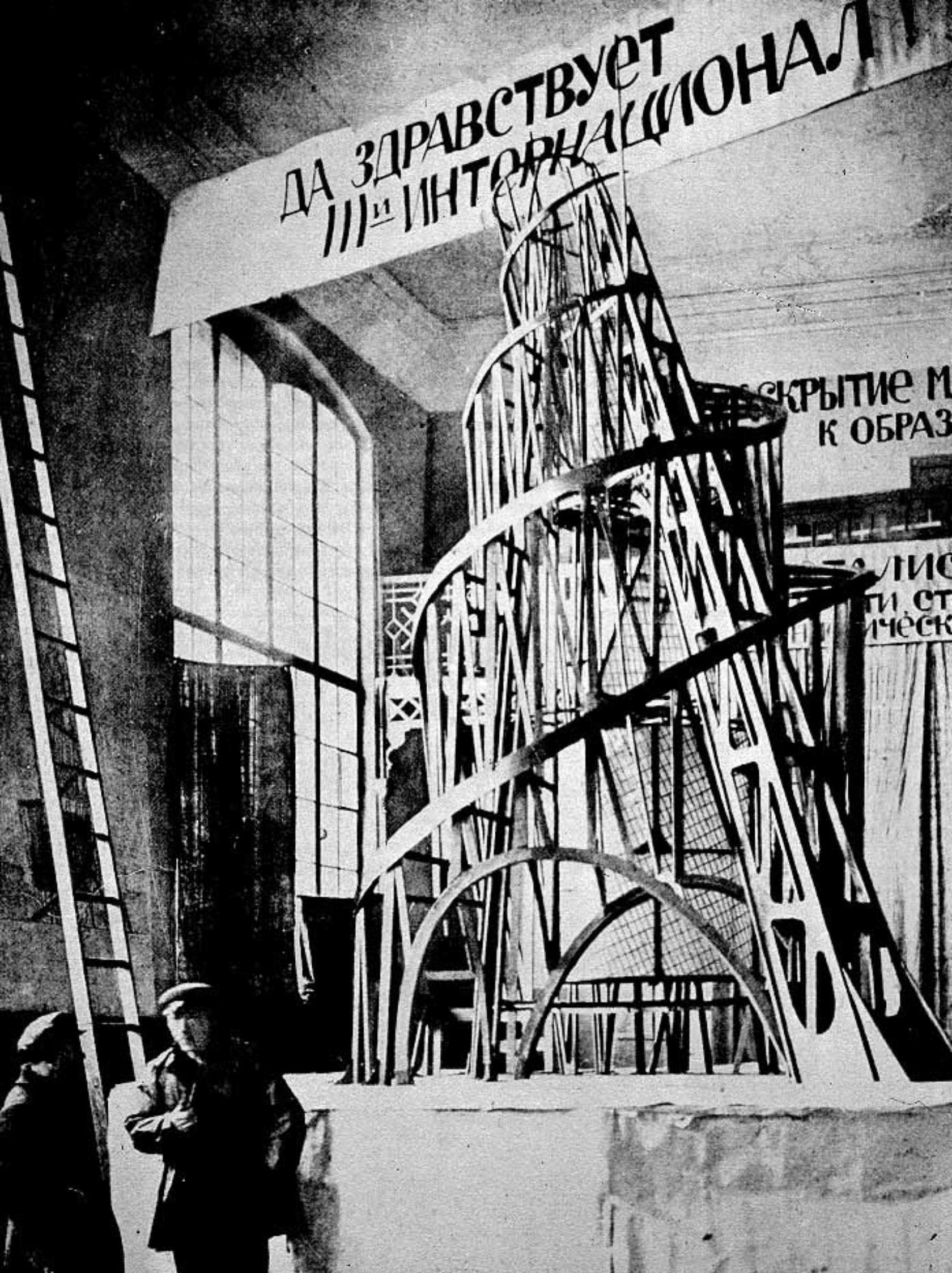
Oryginalny model Wieży Tatlina
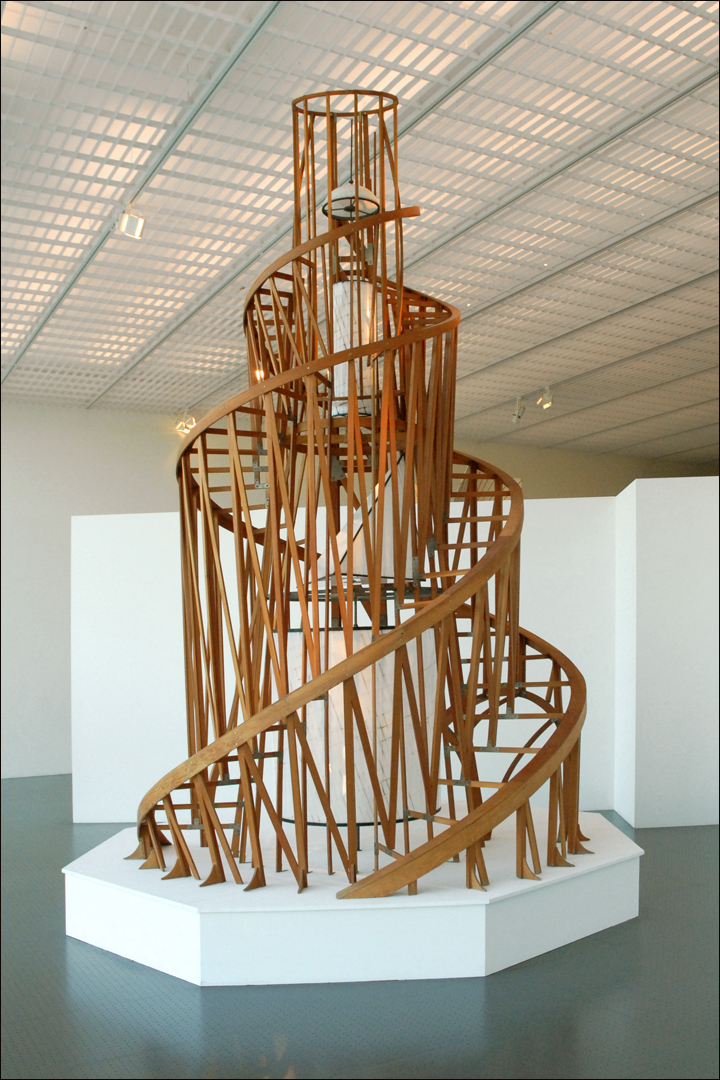
Model Wieży Tatlina